# Thái Thu Xương
Thái Thu Xương (sinh năm 1975) là chính trị gia người Việt Nam. Bà hiện là Bí thư Đảng ủy, Phó Chủ tịch Thường trực Tổng Liên đoàn Lao động Việt Nam, Đại biểu Quốc hội Việt Nam khóa XV, nhiệm kì 2021-2026 thuộc đoàn Đại biểu Quốc hội  tỉnh Hậu Giang